# Phigalia fasciaria
Phigalia fasciaria là một loài bướm đêm trong họ Geometridae.